# ستون مریم مقدس (مونیخ)

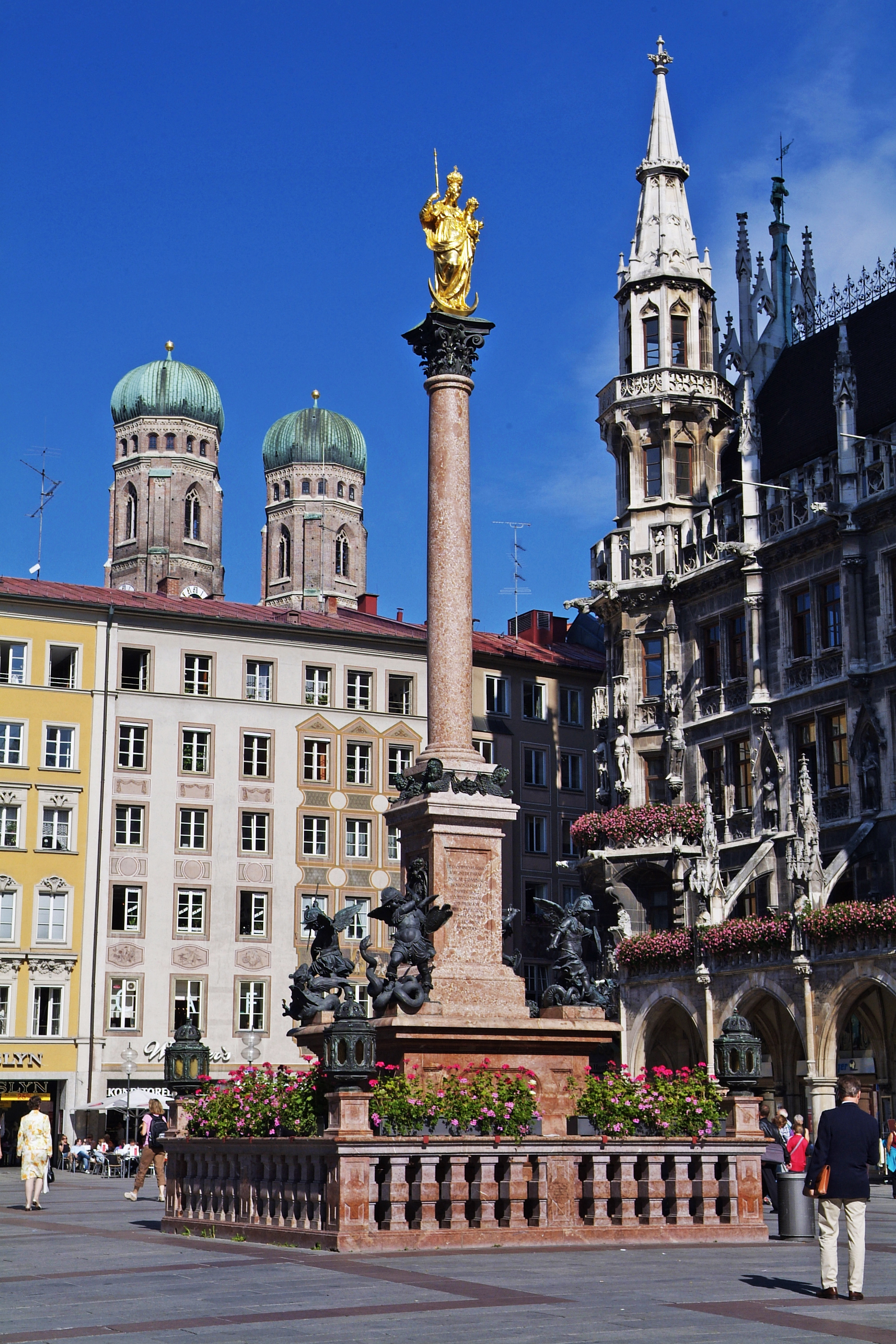
ستون مریم مقدس در میدان مارین

ستون مریم مقدس (آلمانی: Mariensäule) یک ستون با مجسمه‌ای طلایی از مریم باکره در میدان مارین شهر مونیخ آلمان است.

## تاریخچه
این ستون در سال ۱۶۳۸ برای بزرگداشت پایان سلطه سوئد در طول جنگ سی ساله نصب شد. به‌طور دقیقتر، یک نذر ماکسیمیلیان یکم، هرتسوگ بایرن برای سالم ماندن شهرهای مونیخ و لاندسهوت از خرابیهای جنگ بود. در بالای این ستون یک تندیس طلایی از مریم باکره قرار دارد که بر روی یک هلال ماه ایستاده‌است که در سال ۱۵۹۰ ساخته شد. این تندیس در ابتدا در کلیسای بانوی ما قرار داشت. ستون مریم مقدس نخستین ستون از نوع خود بود که در شمال کوه‌های آلپ ساخته شد و الهام بخش ساخت ستونهای دیگری در این بخش از اروپا گشت.

## جزئیات
در هر گوشه از پای ستون یک تندیس پوتو قرار دارد که در حال مبارزه با یک جانور است. این تندیسها توسط فردیناند مورمان ساخته شده‌اند و نمادی از غلبه شهر بر سختی‌ها هستند. شیر نمادی از جنگ است، و آفت با کاکاتریس، گرسنگی یا قحطی با اژدها، بدعت دینی با مار نشان داده شده‌اند. همچنین سنگ نبشته‌ای به زبان لاتین وجود دارد.